# زرمیتان
زرمیتان، روستایی از توابع بخش مرکزی شهرستان اردل در استان چهارمحال و بختیاری ایران است.

## جمعیت
این روستا در دهستان پشتکوه قرار دارد و براساس سرشماری مرکز آمار ایران در سال ۱۳۸۵، جمعیت آن ۴۵۵ نفر (۱۰۱خانوار) بوده‌است. به دلیل زیبایی و تمیز بودن ان به پاریس کوچولو شهرت یافته.